# Taylor Ng
Taylor Ng (* 31. Juli 1995) ist eine US-amerikanische Tennisspielerin.

## Karriere
Taylor Ng spielt derzeit ausschließlich Turniere auf de ITF Women’s World Tennis Tour, bei der sie bislang zwei Einzel- und fünf Doppeltitel gewinnen konnte.
Von 2013 bis 2017 spielte sie für das College-Tennis-Team des Dartmouth College. 2014 stand sie mit ihrer Partnerin Jacqueline Crawford im Finale des Damendoppels bei den ITA National Summer Championships.

## Turniersiege

### Einzel
| Nr. | Datum             | Turnier  | Kategorie | Belag             | Finalgegnerin | Ergebnis       |
| --- | ----------------- | -------- | --------- | ----------------- | ------------- | -------------- |
| 1.  | 24. November 2019 | Cancun   | ITF W15   | Hartplatz         | Mayuka Aikawa | 6:4, 7:62      |
| 2.  | 19. November 2022 | Helsinki | ITF W25   | Hartplatz (Halle) | Mona Barthel  | 6:4, 2:6, 7:65 |

### Doppel
| Nr. | Datum             | Turnier       | Kategorie | Belag             | Partnerin                   | Finalgegnerinnen                                   | Ergebnis         |
| --- | ----------------- | ------------- | --------- | ----------------- | --------------------------- | -------------------------------------------------- | ---------------- |
| 1.  | 23. November 2019 | Cancun        | ITF W15   | Hartplatz         | Júlia Konishi Camargo Silva | Elle Christensen Jwany Sherif                      | 7:67, Aufgabe    |
| 2.  | 12. Juni 2021     | Antalya       | ITF W15   | Sand              | Federica Bilardo            | Rachel Gailis Jamilah Snells                       | 6:0, 6:3         |
| 3.  | 18. November 2022 | Helsinki      | ITF W25   | Hartplatz (Halle) | Katarina Jokić              | Anna Klasen Eliessa Vanlangendonck                 | 3:6, 6:2, [10:7] |
| 4.  | 2. Dezember 2022  | Wolkenstein   | ITF W25   | Hartplatz (Halle) | Katarina Jokić              | Xenia Knoll Angelica Moratelli                     | 6:3, 6:2         |
| 5.  | 19. November 2023 | Santo Domingo | ITF W25   | Hartplatz         | Katarina Jokić              | Jacqueline Cabaj Awad Maria Fernanda Navarro Oliva | kampflos         |